# Narais
Le Narais est une rivière française qui coule dans le  département de la Sarthe. C'est un affluent de l'Huisne en rive gauche, donc un sous-affluent de la Loire par la Sarthe et la Maine.

## Géographie
Le Narais prend sa source sur le territoire de Saint-Mars-d'Outillé, à cinq kilomètres à l'ouest du Grand-Lucé, dans le département de la Sarthe. Elle naît au sein de la zone de bois et de forêts de la région sud-est du Mans. Elle s'oriente d'emblée vers le nord, direction qu'elle maintient grosso modo tout au long de son parcours. Elle rejoint l'Huisne à Saint-Mars-la-Brière, à une dizaine de kilomètres à l'est (en amont) de la ville du Mans, et donc du confluent de l'Huisne et de la Sarthe.

## Communes traversées
Le Narais traverse successivement les communes de Saint-Mars-d'Outillé, Parigné-l'Évêque, Challes, Ardenay-sur-Mérize et Saint-Mars-la-Brière, toutes situées dans le département de la Sarthe.

## Hydrologie
Le Narais est une rivière très régulière. Son débit a été observé durant une période de 28 ans (1980-2007), à Saint-Mars-la-Brière, localité du département de la Sarthe située au niveau de son confluent avec l'Huisne. La surface étudiée est de 167 km2, soit la totalité du bassin versant du cours d'eau.
Le module de la rivière à Saint-Mars-la-Brière est de 0,93 m3/s.
Le Narais présente des fluctuations saisonnières de débit très peu marquées, à l'inverse de bien des cours d'eau du bassin de la Loire. Les hautes eaux se déroulent en hiver et se caractérisent par des débits mensuels moyens allant de 0,97 à 1,27 m3/s, de décembre à avril inclus (avec un maximum très léger en janvier). À partir du mois d'avril, le débit diminue doucement jusqu'aux basses eaux d'été qui ont lieu de juillet à septembre, entraînant une  baisse du débit mensuel moyen jusqu'au plancher de 0,566 m3 au mois d'août. Mais ces moyennes mensuelles ne sont que des moyennes et cachent des fluctuations plus prononcées sur de courtes périodes ou selon les années.
Aux étiages, le VCN3 peut chuter jusque 0,255 m3/s, ce qui n'est pas sévère et reste presque confortable.
Les crues ne sont pas très importantes, même compte tenu de la petitesse du bassin versant. Les QIX 2 et QIX 5 valent respectivement 4,1 et 6,1 m3/s. Le QIX 10 est de 7,4 m3/s, le QIX 20 de 8,6 m3, tandis que le QIX 50 se monte à 10 m3/s.
Le débit instantané maximal enregistré à Saint-Mars-la-Brière a été de 10,4 m3/s le 3 mai 2001, tandis que la valeur journalière maximale était de 8,12 m3/s le 14 janvier 2004. Si l'on compare la première de ces valeurs à l'échelle des QIX de la rivière, l'on constate que cette crue était d'ordre cinquantennal, et donc très exceptionnelle.
Le Narais est une rivière relativement peu abondante. La lame d'eau écoulée dans son bassin versant est de 176 millimètres annuellement, ce qui est nettement inférieur à la moyenne d'ensemble de la France, ainsi qu'à la moyenne du bassin de la Loire (plus ou moins 245 millimètres), de l'Huisne (219 mm) et de la Sarthe (201 millimètres). C'est cependant largement supérieur au bassin du Loir tout proche (129 mm). Le débit spécifique (ou Qsp) atteint le chiffre assez médiocre de 5,6 litres par seconde et par kilomètre carré de bassin.